# 青柳宏宜
青柳宏宜（？—），日本男性演出家。別名青柳宏宣。以前在J.C.STAFF和STUDIO COMET擔任過製作進行，之後以演出一職參加過許多作品。

## 主要參加作品

### 電視動畫
1990年代
- 魔術士歐菲（1998年，製作進行）

2000年代
- 哨聲響起（2002年－2003年，分鏡）
- 陸奧圓明流外傳 修羅之刻（2004年，製作進行）
- 棉花糖樂園（2004年－2005年，製作進行）
- 蜜桃女孩（2005年，設定製作、分鏡）
- 薔薇少女（2005年，演出）
- 動物橫町（2005年－2006年，分鏡）
- 強殖裝甲（2005年－2006年，分鏡、演出）
- 死亡筆記本（2006年－2007年，演出）
- 受讚頌者（2006年，演出）
- NIGHT HEAD GENESIS（日语：NIGHT HEAD GENESIS）（2006年，演出）
- 怪醫美女RAY THE ANIMATION（2006年，分鏡）
- 超級機器人大戰OG -Divine Wars-（日语：スーパーロボット大戦OG ディバイン・ウォーズ）（2006年－2007年，演出）
- Gift eternal rainbow（2006年，分鏡）
- 瀨戶的花嫁（2007年，演出）
- 帝托拉傳奇（2007年－2008年、演出）
- 電腦線圈（2007年，演出）
- 大江戶火箭（2007年，圖形演出）
- Battle Spirits 少年突破馬神（2008年－2009年，分鏡、演出）
- 小雙俠 (2008年版)（2008年，演出）
- 淘氣小親親（2008年，分鏡）
- 夏目友人帳（2008年，演出）
- 豹頭王傳說（2009年，演出）
- WHITE ALBUM（2009年，分鏡、演出）
- 真魔神 衝擊！Z篇（2009年，分鏡）

2010年代
- 元氣媽媽（2010年，演出）
- 鶺鴒女神 ～Pure Engagement～（2010年，分鏡、演出）
- 靈媒老師在身邊（日语：ほんとにあった!霊媒先生）（2011年，分鏡、演出）
- 刀鋒戰士（2011年，演出） ※青柳宏宣名義。
- TIGER & BUNNY（2011年，演出）
- 天才黃金腦 ～神之謎（2011年－2012年，演出）
- 遊☆戯☆王ZEXAL（2011年－2012年，演出）
- 天才黃金腦 ～神之謎 (第2期)（2012年，分鏡、演出）
- 就算是哥哥，有愛就沒問題了，對吧（2012年，演出）
- 我女友與青梅竹馬的慘烈修羅場（2013年，演出）
- 幕末義人傳 浪漫（2013年，演出）
- DD北斗之拳（2013年，演出）
- 歌之王子殿下 真愛2000%（2013年，演出）
- 紙箱戰機WARS（2013年，演出）
- 鑽石王牌（2013年－2014年，演出）
- 銀之匙 Silver Spoon（2014年，演出）
- 目隱都市的演繹者（2014年，演出）
- 刀劍神域II（2014年，演出）
- The Rolling Girls（2015年，演出）
- 終結的熾天使（2015年，演出）
- 甲鐵城的卡巴內里（2016年，演出）
- 夏目友人帳 伍（2016年，演出）
- 爆旋陀螺Burst（2017年，演出）
- 情色漫畫老師（2017年，演出）
- Fate/Apocrypha（2017年，演出）
- 工作細胞（2018年，演出）
- JoJo的奇妙冒險 黃金之風（2019年，演出）
- 偶像夢幻祭（2019年，演出）

2020年代
- 暮蟬悲鳴時 業（2021年，演出）
- ICHU偶像進行曲（2021年，演出）

### 網路動畫
- 百夜玲瓏（2018年，分鏡）

## 相關項目
- 日本動畫師列表